# 吉屋鶴
吉屋鶴（琉球語：／  ?，1650年—1668年），又稱吉屋思鶴（よしや思鶴），是琉球國第二尚氏王朝的女流歌人，她是庶民出身，童名鶴，後被賣為侏𠌯（藝娼）。當時庶民無姓氏、名乘、唐名，只有童名，童名又常與他人重名，需要區別時就在童名前加上該人的家鄉、居住地、出身地或屋號，「吉屋」就是她的屋號。因為她琉歌造詣出眾，後來又被人敬稱為吉屋思鶴（「思」（うみ）是琉球人童名中的敬稱用字，一般只有士族和王族可用）。她是琉球國時代藝術成就最高的女歌人之一，與另一庶民出身的女歌人恩納鍋並稱為「琉球女流歌人雙璧」。

## 生平
吉屋鶴生活在尚敬王時代，出生於讀谷山間切久良波村（今讀谷村）一個富農家庭，後來家道中落，她的父兄欠債、母親患病，於是年僅八歲的吉屋鶴就被父母賣到那霸仲島的妓院為侏𠌯，當時侏𠌯社會地位極低，使她不但要受離鄉別井之苦，還受盡屈辱，也可能因此怨恨父母。她在少女時代已經有非凡的琉歌造詣，被視為天才歌人。由於才貌出眾，成為當時的名妓，與很多達官貴人來往。她與一位仲里按司（一說該人位階為里之子）相戀，卻因為身份地位懸殊而無法結為連理，只好在琉歌中抒寫自己的悲苦之情，到十八歲那年就逝世，結束了短暫、悲慘的一生。有說她是因為思念仲里按司絕食而死。

## 作品特色
由於吉屋鶴一生坎坷，她的作品多以「恨」為主調，如《恨む比謝橋》是藉寫自己怨恨被賣到仲島的途中所經過的比謝橋來抒發對父母狠心賣女和自身悲慘命運的怨恨，《島もとなどなと》是抒寫思鄉之情和離鄉之恨，《及ばらぬとめば》是寫相愛無法結合之恨，《流れゆる水に》其中一說是歌人以櫻花自況，訴說自己漂泊的人生和紅顏薄命之恨。除恨之外，吉屋鶴的作品也處處流露出悲苦之情，並表現對愛的渴望，如《おどろくなあささ》是歌人看見蟬的時候聯想到自己苦短之人生，於是對蟬產生憐惜之情，把牠抱在手裡以免被吃掉，訴說出自己渴望受到愛護、憐惜的心情。但倉敷民藝館館長外村吉之介卻認為這首歌是藉蟬喻琉球國，由於歌人生活之時代正值琉球國被日本薩摩藩入侵，於是藉寫自己保護蟬來抒發希望國家免受侵襲之心。而《流れゆる水に》也有另一種解讀，指此歌是歌人藉隨水漂去的櫻花喻遠去的戀人仲里按司，表達對戀人思念之情。

## 現存相關遺跡
現時日本沖繩縣嘉手納町讀谷山的比謝橋遺址（今國道58號）的と吉屋鶴歌碑刻有吉屋鶴的作品《恨む比謝橋》。

## 相關虛構作品
平敷屋朝敏著有擬古文小說《苔之下》（苔の下），以吉屋鶴和仲里按司的戀情為題材。

## 外部連結
- 琉歌